# ГЕС Ітапебі
ГЕС Ітапебі (порт. Usina Hidrelétrica de Itapebi) – гідроелектростанція на сході Бразилії у штаті Баїя. Знаходячись після ГЕС Ірапе, становить нижній ступінь в каскаді річці Жекичіньонья, котра тече у східному напрямку  з хребта, що відділяє долину річки Сан-Франсиску від Атлантичного океану, та впадає в останній за 320 км південніше від міста Салвадор.
В межах проєкту річку перекрили кам’яно-накидною греблею з бетонним облицюванням висотою 121 метр, довжиною 583 метри та товщиною по гребеню 7 метрів, на спорудження якої витратили 3,8 млн м3 матеріалу. В процесі будівництва відведення води здійснювалось через три прокладені у лівобережному масиві тунелі довжиною 0,6 – 0,7 км з перетином 16х14 метрів. 
Гребля утримує водосховище з площею поверхні до 62 км2, об’ємом 1,6 млрд м3 та припустимим коливанням рівня між позначками 107 та 110 метрів НРМ (максимальний рівень на випадок повені 111 метрів НРМ, а гребінь утримуючої водойму споруди розташований на 112 метрах НРМ). В той же час, можливо відзначити, що основне накопичення ресурс для регулювання роботи запланованого на Жекичіньонья каскаду повинне здійснювати водосховище згаданої вище ГЕС Ірапе.
Через правобережний масив прокладено три напірні тунелі діаметром 7,4 метри до пригреблевого машинного залу. Останній обладнаний трьома турбінами типу Френсіс номінальною потужністю по 154,6 МВт, які працюють при чистому напорі 76,7 метра.
Видача продукції відбувається по ЛЕП під напругою 230 кВ.
Проєкт реалізували через компанію Itapebi Geração de Energia, яка належала Neoenergia (42%), іспанській Iberdrola (22,6%), Banco do Brasil Investimentos (19%) та 521 Participações (16,4%). В 2014 році Iberdrola продала свою частку іншому співвласнику Neoenergia.